# کوتری کبیر
کوتری کبیر (به انگلیسی: Kotri Kabir) یک منطقهٔ مسکونی در پاکستان است که در ایالت سند واقع شده‌است.